# Daesin-myeon
Daesin-myeon (koreanska: 대신면) är en socken i kommunen Yeoju i provinsen Gyeonggi i den norra delen av Sydkorea, 60 km sydost om huvudstaden Seoul.